# Jovice
Jovice (Hongaars: Jólész) is een Slowaakse gemeente in de regio Košice. De gemeente telt 744 inwoners (per 31 december 2019), heeft een oppervlakte van 10,076 km² en behoort tot het district Rožňava.

## Ligging

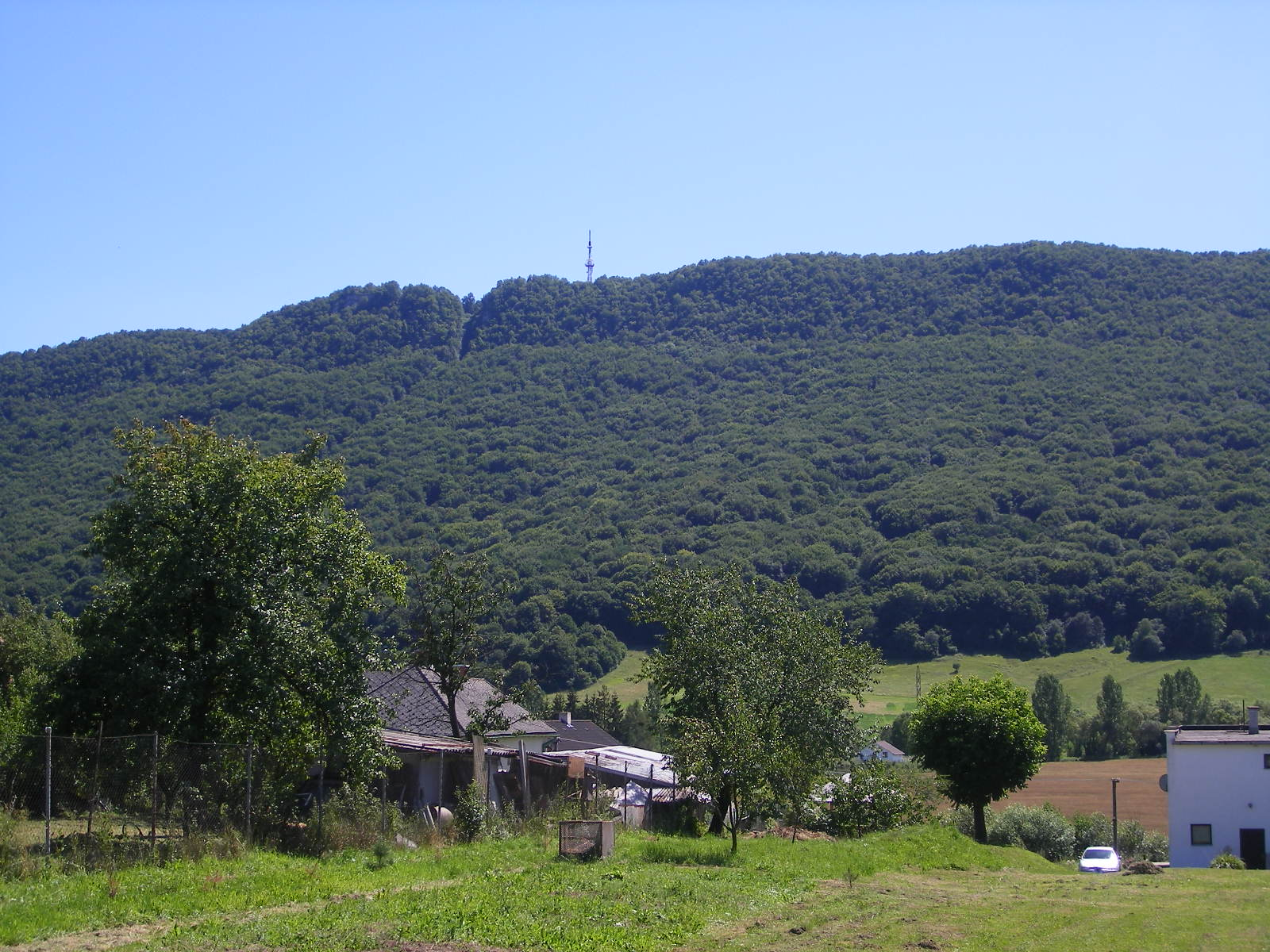
Jovice ligt in het "Keteldal van Rožňava".

Jovice ligt in de Slowaakse Karst in het "Keteldal van Rožňava" (Slowaaks: "Rožňavská kotlina"). De zuidelijke gemeentegrens ligt aan de voet van het Silica Karst-plateau. Dit plateau wordt van het dorp gescheiden door de rivier "Čremošná", die bij Brzotín in de Sajó uitmondt. Door de bebouwde kom van het dorp stroomt de waterloop "Cigánsky potok" die onmiddellijk buiten het dorp in de Čremošná stroomt.
Het centrum van het dorp ligt op een hoogte van 280 meter boven de zeespiegel en ligt op vijf en een halve kilometer van Rožňava.
Buurgemeenten zijn Krásnohorské Podhradie in het noorden en noordoosten, Krásnohorská Dlhá Lúka in het oosten en zuidoosten, Silica in het zuiden, Brzotín in het zuidwesten en westen, en Rožňava in het noordwesten.

## Geschiedenis

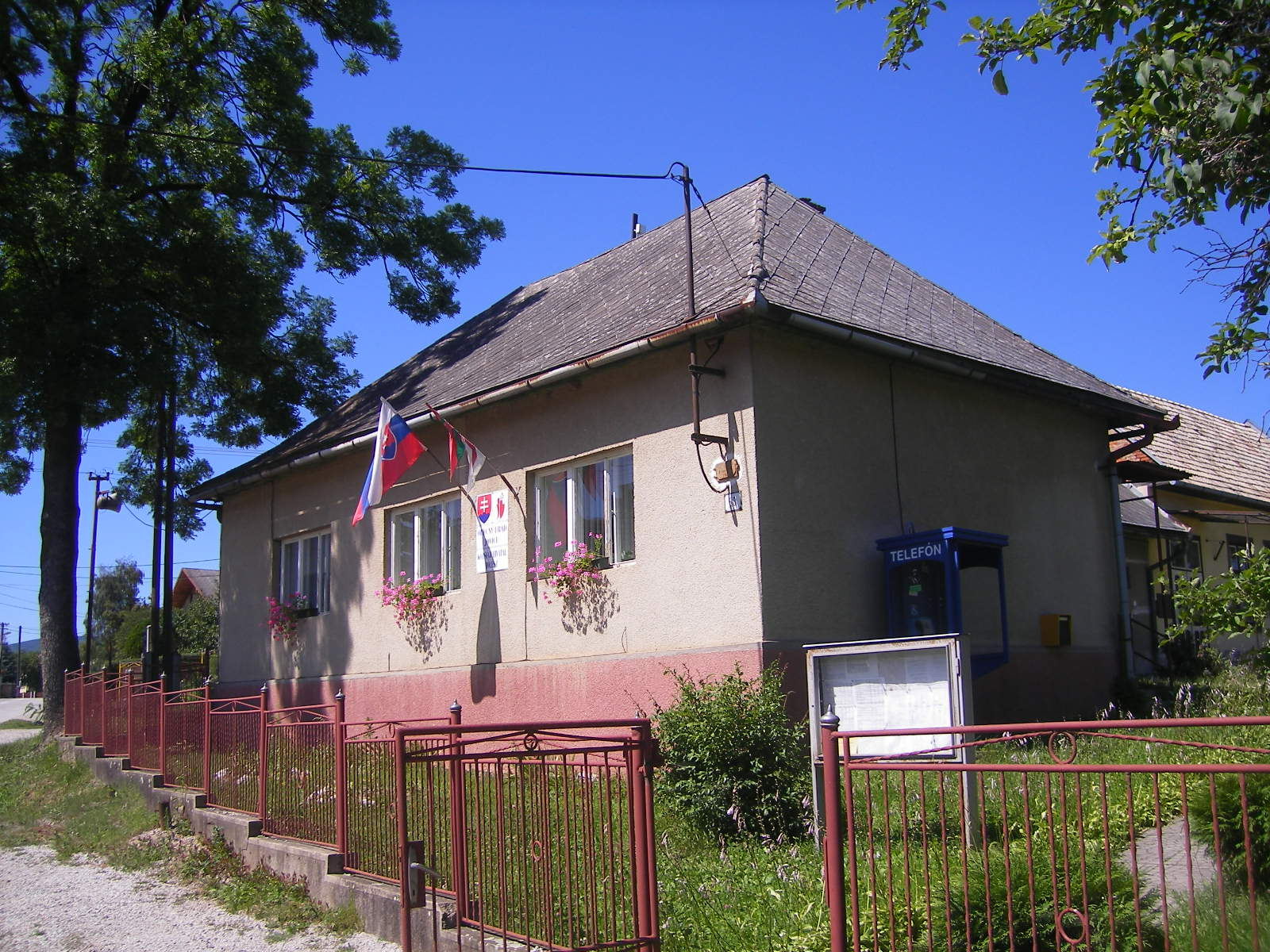
Gemeentehuis.

Jovice ontstond in Hongarije omstreeks de overgang van de 13e naar de 14e eeuw. Het werd opgericht door de familie Mariassý, binnen het territorium van de burcht Krásna Hôrka waarvan het een aanhorigheid was. Het werd voor het eerst schriftelijk vermeld in 1352 als Pachapataka. De voorloper van de huidige Hongaarse naam verschijnt reeds in 1427, onder de vorm Jolees. In dat jaar stond het grondgebied reeds onder controle van de familie Bebek.
In de 16e eeuw werd Jovice door Turkse strijdkrachten bezet in het kader van de uitbreiding van het Ottomaanse Rijk. Vele bewoners werden gevangen genomen en weggevoerd. Als gevolg daarvan vluchtte het grootste deel van de bevolking weg. Slechts een vierde van de inwoners bleef in het dorp.
Toevallig was in dezelfde eeuw de Walachijse kolonisatie aan de gang, en vestigden Vlachen zich als immigrant in Jovice.
Na het uitsterven van de familie Bebek kreeg de familie Andrássy de controle over het dorp.
De bevolking hield zich bezig met landbouw en veeteelt, en vanaf de 18e eeuw ook met ontginning van ijzererts in de mijnen.
In de loop van de geschiedenis (tot 1920) lag Jovice in Hongarije en waren de Hongaarse inwoners in de meerderheid. Doch na het einde van de Eerste Wereldoorlog werd ingevolge de toepassing van het Verdrag van Trianon het dorp ingedeeld bij de nieuw te creëren staat Tsjecho-Slowakije.

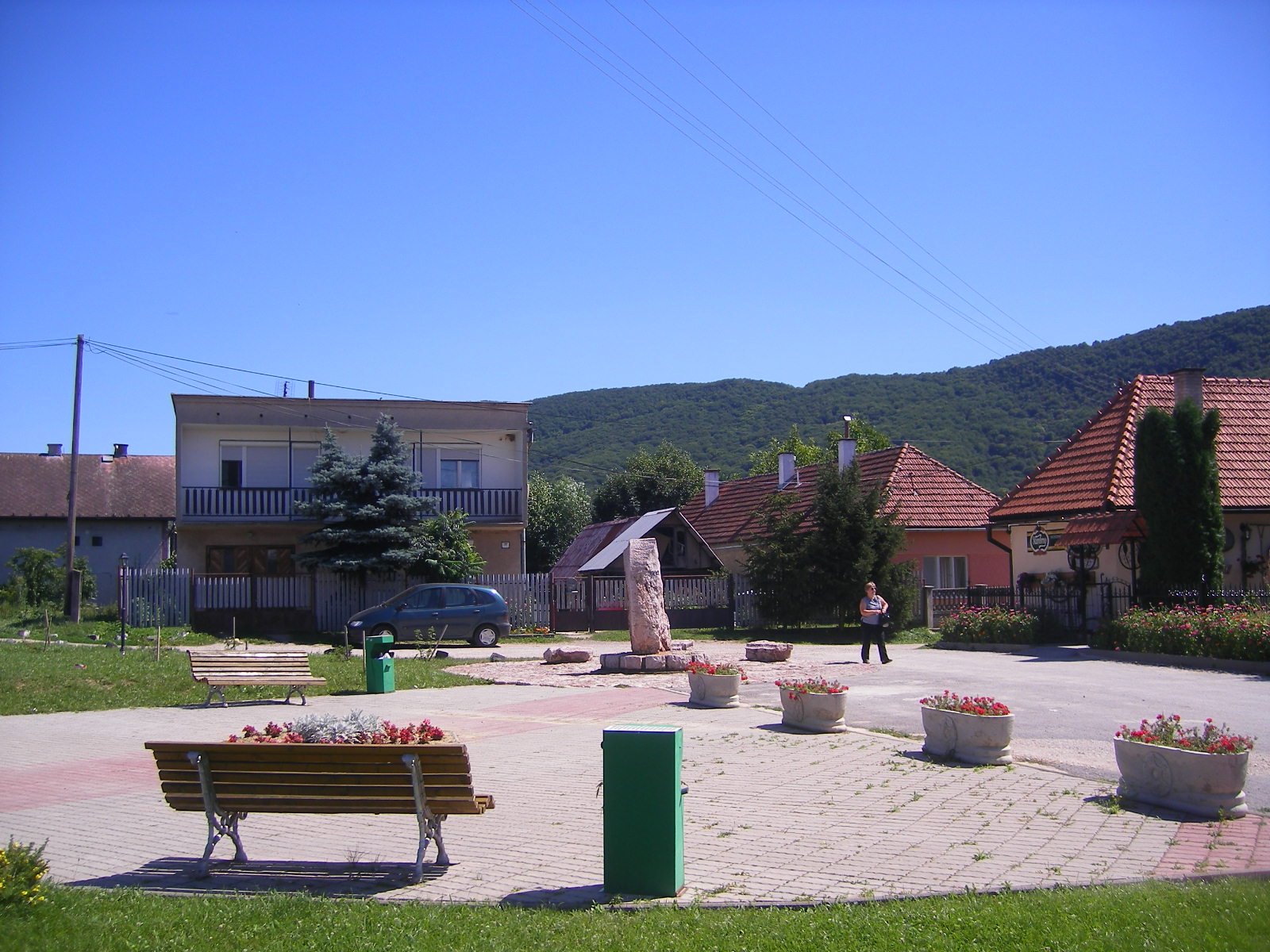
Centraal pleintje in het kleine dorp.

De Hongaarse diplomatie onderhandelde naderhand over deze ongewenste verlegging van de grens, met als gevolg dat vanaf 2 november 1938 (Weense arbitrage) Jovice terug onder Hongaars bestuur kwam. Deze terugkeer was uiteraard niet wat de toenmalige Tsjecho-Slowaakse machthebbers wensten. Wanneer in 1945, bij het einde van de Tweede Wereldoorlog, Jovice andermaal overkwam naar Tsjecho-Slowakije, werden door de Tsjecho-Slowaakse heersers, in toepassing van de Beneš-decreten, niets ontziende maatregelen genomen: de bezittingen van bepaalde Hongaarse inwoners werden onteigend. Vervolgens werden ze in afwachting van hun deportatie benut als dwangarbeider, om ten slotte uit Tsjecho-Slowakije te worden verdreven.
Sedert 1 januari 1993 werd Tsjecho-Slowakije vreedzaam opgedeeld in de Tsjechische Republiek en de Slowaakse Republiek waarbij Jovice deel uitmaakt van Slowakije.

## Bevolking

### Demografie

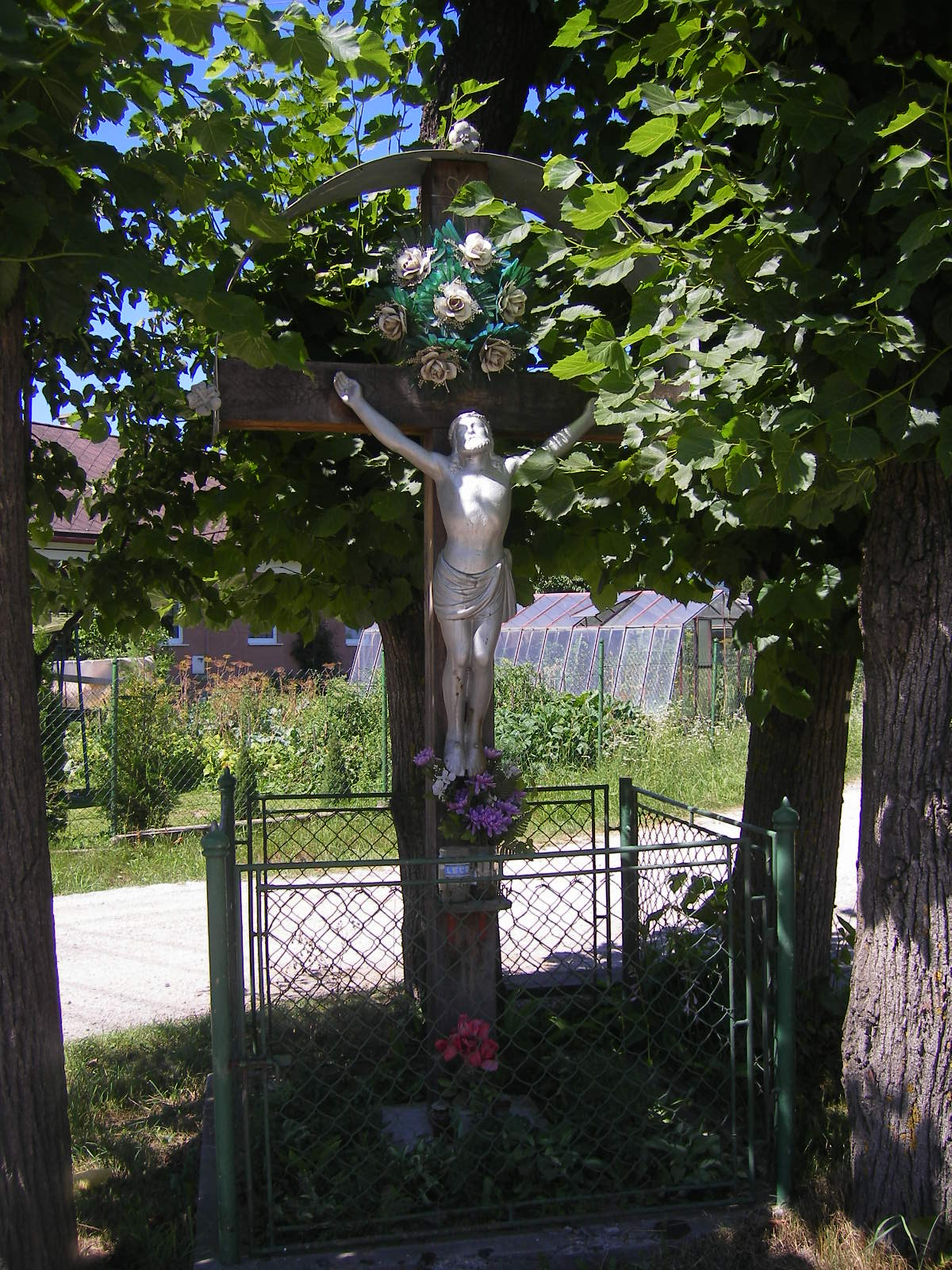
Kruisbeeld langs de weg.

In 1828 waren er 66 huizen en 395 inwoners.
Anno 1910 waren er 455 inwoners:
- 437 Hongaren (96 %),
- 3 Slowaken (0,66 %),
- 2 Duitsers (0,44 %).

In 2001 waren er 660 inwoners:
- 510 Hongaren (77 %),
- 134 Slowaken (20 %),
- 8 Roma (1,2 %).

Volgens de volkstelling van 2011 had Jovice in dat jaar 726 inwoners:
- 546 Hongaren (75 %),
- 130 Slowaken (18 %),
- 21 Roma (3 %)
- 29 inwoners gaven geen informatie over hun etniciteit (4 %).

### Religie
- 439 Rooms-Katholieken,
- 80 leden van de Hervormde Kerk,
- 51 leden van de Evangelische Kerk,
- 5 gelovigen van de Evangelische Methodistenkerk,
- 1 Getuige van Jehova,
- 1 Grieks-katholieke,
- 1 lid van een andere gezindte,
- 93 zonder godsdienst,
- 55 onbepaald.

### Ingeboren

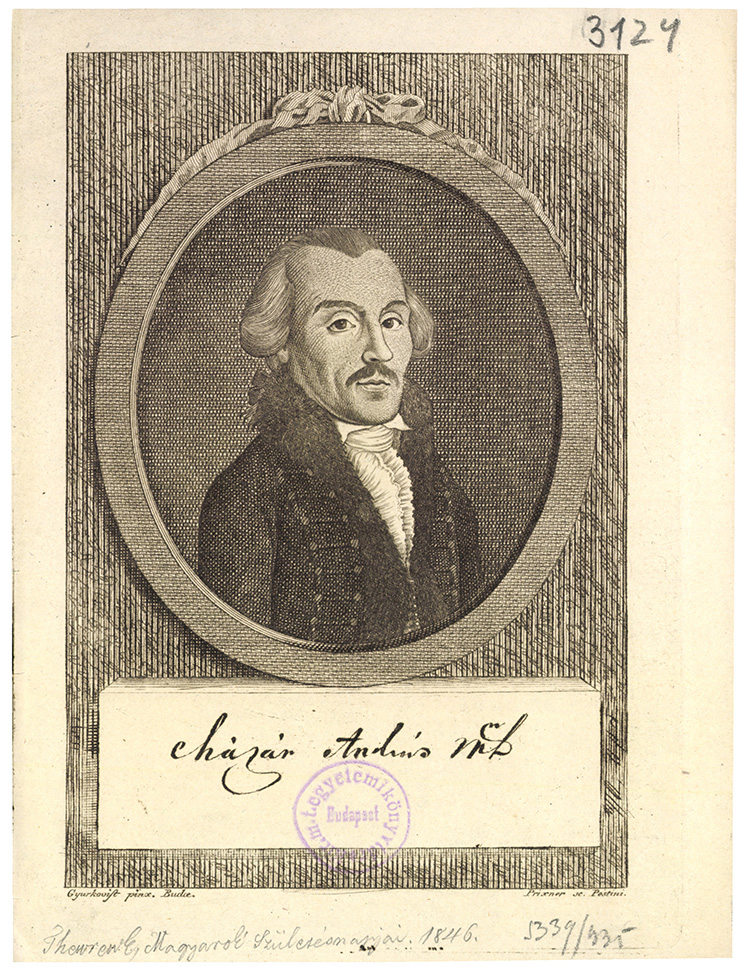
Cházár András (1745-1816): geboren in Jovice. Hij was de oprichter van de eerste school voor doofstomme kinderen in het toenmalige Hongarije.

András Cházár (°2 juli 1745 - † 1816), een Hongaarse leraar, oprichter van de eerste school voor doofstomme kinderen in Vacov.

## Bezienswaardigheden
- Geboortehuis van de Hongaarse leraar Andrej Chazár (adres: A. Chazára 179, Jovice).
- Gedenkplaat voor de Hongaarse leraar Andrej Chazár (°1745 - † 1816) (adres: A. Chazára 179, Jovice).
- Klokkentoren uit 1892 (adres: A. Chazára 200, Jovice).
- Overblijfselen van het door János Tomory in 1856 gebouwde kasteel.

## Partnergemeenten
Jovice is verbroederd met:
- Sáta, Hongarije
- Sződliget, Hongarije
- Vadna, Hongarije

## Vervoer

### Trein
Voor het openbaar vervoer per trein (Slowaakse Spoorwegen) is Jovice aangewezen op het station van Rožňava, « Zelezničná stanica Rožňava » genaamd. Adres: « Zelezničná 3011 Brzotin Kosicky 049 51 Rožňava » (3,6 km verderop, nabij verkeersweg 16). Vanaf dit station zijn er snelle verbindingen naar Kosice, Bratislava en omringende steden en gemeenten.

### Autobus
Op de werkdagen, van maandag tot vrijdag, is er een regelmatige busdienst die het autobusstation van Rožňava met Krásnohorská Dlhá Lúka verbindt. Deze bus heeft onder meer een stilstand:
- aan het centrale plein van Jovice (Jovice /Jednota),
- nabij de straathoek van de Jovická met de Gemerská. Dit is op een afstand van ongeveer 1 km van het treinstation van Rožňava.